# Гіяс ад-дін Багадур-шах II
Гіяс ад-дін Багадур-шах II (бенг. দ্বিতীয় গিয়াসউদ্দিন বাহাদুর শাহ; д/н —1561) — султан Бенгалії у 1555—1561 роках.

## Життєпис
Походив з Сурідів. Син Мухаммед-хана, аміна (намісника) Бенгалії. Замолоду звався Хизр-хан. Брав участь у військових та адміністративних справах батька. 1554 року, коли Мухаммед-хан прийняв титул султана, то Хизр-хан став його спадкоємцем. 1555 року після загибелі батька успадкував владу. Продовжив боротьбу проти султана Мухаммада Аділь Шаха, який зумів зайняти Бенгалію та поставити саркаром (військовим намісником) Шахбаз-хана. Втім постання Ібрагім Хана змусило Мухаммед Аділя повернутися на північ. Цим скористався Хизр-хан, який переміг Шахбаз-хана, відновивши незалежність Бенгалії. Прийняв титул султана та ім'я Гіяс ад-дін Багадур-шаха II.
Продовжив боротьбу проти Мухаммед Аділя, а потім Сікандар Шаха і Аділь Шаха. 1557 року завдав останньому поразки, а потім захопив й стратив колишнього султана Мухаммед Аділя. Проте спроба захопити важливе місто Джаунпур наштовхнулася на опір могольського війська падишаха Акбара, тому довелося обмежитися Біхаром.
Разом з тим він вимушен був поступитися Мінсохла, володарю М'яу-У, портом Читтагонгом та визнати його незалежність від бенгальського султанату. Невдовзі скинула залежність князівства Твіпра (на північному сході).
Раптово помер у 1561 році. Йому спадкував брат Джалал-шах.